# NGC 5625
NGC 5625 ist eine 14,0 mag helle Spiralgalaxie mit aktivem Galaxienkern vom Hubble-Typ Sbc im Sternbild Bärenhüter am Nordsternhimmel. Sie ist schätzungsweise 346 Millionen Lichtjahre von der Milchstraße entfernt und hat einen Durchmesser von etwa 120.000 Lj.
Das Objekt wurde am 28. April 1827 von John Herschel entdeckt.